# Futa Jalon

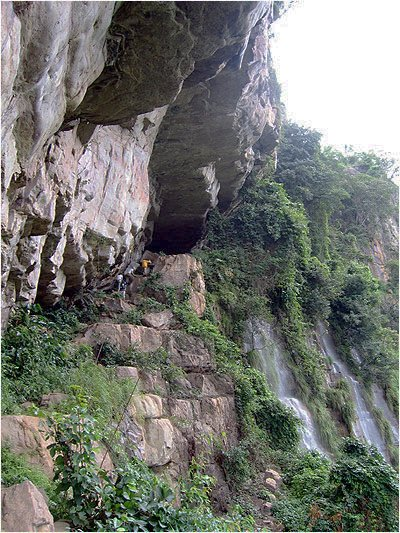
Profondi canyon scavati dall'erosione fluviale.

Il Futa Jalon (anche conosciuto come Fouta-Djalon o Fouta-Djallon; in fula Fuuta-Jaloo) è un massiccio montuoso dell'Africa nordoccidentale, esteso nella parte settentrionale del territorio della Guinea e, marginalmente, nel Senegal e nel Mali.

## Geografia
Ha una quota media variabile fra i 300-400 metri della parte occidentale, verso l'oceano Atlantico, e gli 800-900 della parte centrale; culmina a 1.538 metri nella sua sezione settentrionale.
Il massiccio è costituito principalmente da arenarie silicee, con frequenti intrusioni di rocce plutoniche come dioriti e gabbri; in molti punti, l'erosione idrica ha prodotto profondi canyon. Digrada piuttosto bruscamente ad ovest sulla regione costiera atlantica, mentre trapassa più lentamente ad est nei tavolati dell'Africa sudanese; a sudest si prolunga invece in numerose catene montuose minori che formano una lunga dorsale che divide i bacini idrografici del Niger da quelli atlantici.

## Idrografia
Il massiccio del Futa Jalon è un importantissimo nodo idrografico dell'Africa occidentale, dal momento che molti dei principali fiumi della regione hanno le loro sorgenti qui e lo attraversano per lunghi tratti, generalmente incassati in profonde vallate. Dal suo versante orientale ha origine il Niger e alcuni degli affluenti del suo alto corso; hanno inoltre le loro sorgenti in questo altopiano i fiumi Bafing (uno dei rami sorgentiferi del Senegal), Corubal, Gambia, Great Scarcies, Little Scarcies e Konkouré.

## Clima
Il Futa Jalon ha un clima di tipo guineano, caratterizzato da temperature elevate (che ovviamente però diminuiscono con la quota) e precipitazioni abbondanti ma concentrate in un'unica stagione piovosa (che si prolunga per 6-7 mesi, approssimativamente da aprile ad ottobre) portata dalle correnti umide sudoccidentali, contrapposta alla stagione secca invernale dominata dalle correnti secche nordorientali (harmattan).

## Storia e cultura
Il popolo dei Jallonke fu probabilmente il primo ad abitare il Futa Jalon, anche se gli stessi Temne, nelle loro tradizioni orali, lo identificano come la loro patria ancestrale. La regione fu una provincia sia dell'Impero Sosso che dell'Impero del Mali, con il nome di "Dialonkadugu", che significa "terra delle genti di montagna". A partire dal XV secolo, le migrazioni dei Fulani cambiarono la composizione etnica della regione, con quest'ultimo popolo che divenne ben presto l'etnia dominante.
La regione di Futa Jalon è stata una roccaforte dell'Islam sin dal XVII secolo. I primi rivoluzionari guidati da Karamokho Alfa e Ibrahim Sori fondarono una federazione di stampo islamico, divisa in nove province. Diverse crisi di successione indebolirono il potere centrale situato a Timbo fino al 1896, quando l'ultimo Almamy, Bubakar Biro, fu sconfitto dall'esercito coloniale francese nella battaglia di Porédaka.
I Fulani guidarono l'espansione dell'Islam nella regione, e svilupparono la letteratura indigena utilizzando l'alfabeto arabo. Nel suo periodo di massimo splendore, si diceva che il Futa Jalon fosse una calamita per l'apprendimento, attirando studenti da tutta l'Africa occidentale. Oltre a essere un centro di studio e di diffusione della religione, il Futa Jalon fungeva da centro nevralgico per il commercio carovaniero, e commercianti di varia provenienza vi stabilirono colonie.
Amadou Hampâté Bâ ha definito il Futa Jalon “il Tibet dell'Africa occidentale” in omaggio alla tradizione spirituale e mistica dei suoi chierici.